# Bottelen

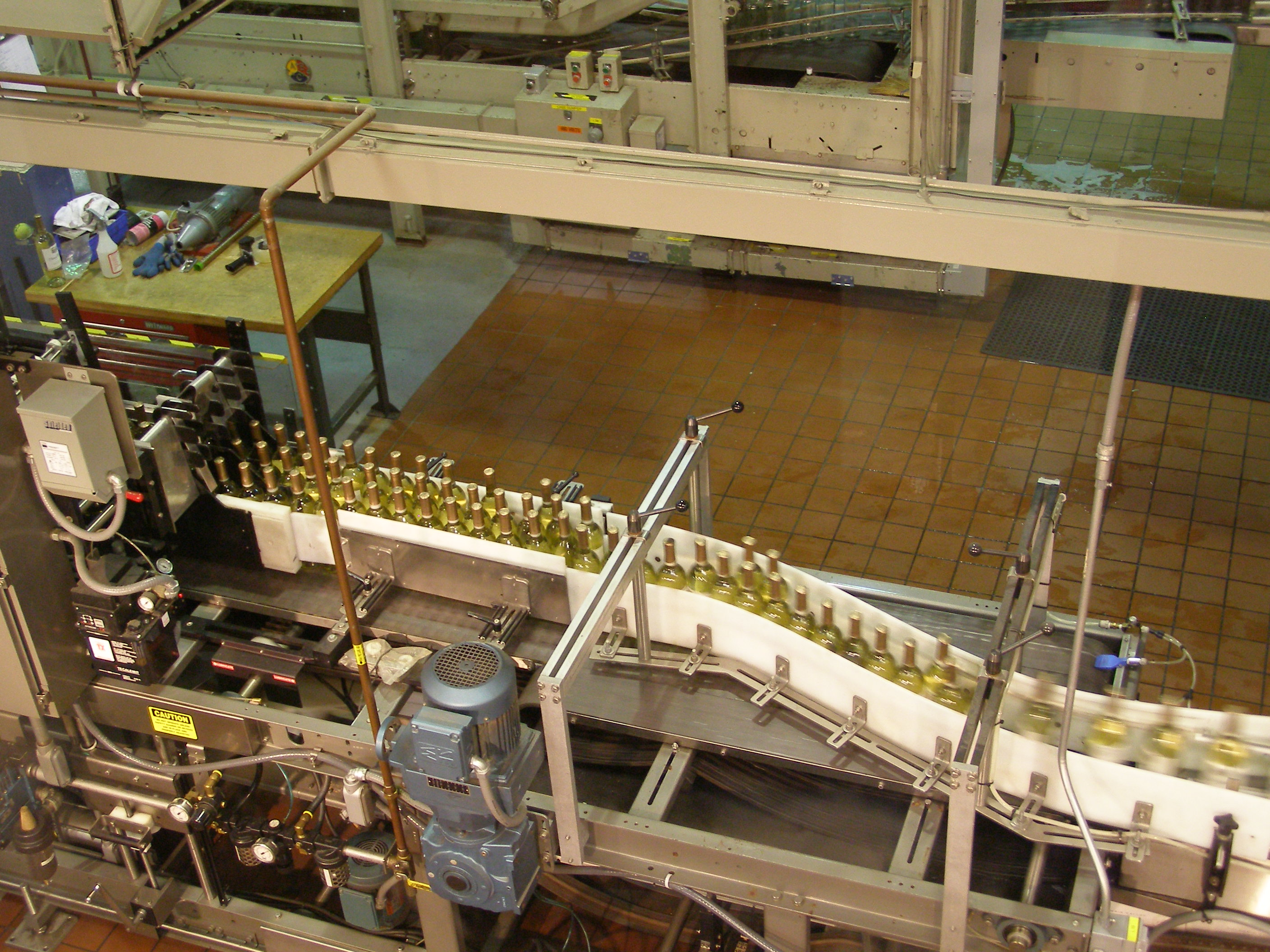
Bottelen van wijn

Bottelen is het vullen van flessen met een vloeistof.
Een (deel van een) fabriek waar men dranken zoals frisdrank, vruchtensappen, bier of wijn in flessen doet, wordt een bottelarij genoemd.
Na het reinigen van de flessen worden deze gevuld en vervolgens afgesloten met een kurk, kroonkurk, schroefdop of beugeldop. Afhankelijk van de inhoud van de fles, kan het geheel daarna nog gepasteuriseerd worden.

## Verwante woorden
Het Engelse woord voor fles is bottle, dat terug te vinden is in het Nederlandse werkwoord bottelen. Het Engelse woord butler (huisknecht) komt van bottle. De butler was van oorsprong degene die belast was met werkzaamheden als het inschenken van de wijnen.
Het oude woord dat in Suriname gebruikt werd (en soms nog wordt) voor bijkeuken (het vertrek waar al het keukengerei bewaard wordt) is bottelarij; in het Sranan heet die ruimte: botrali. Men zou verwachten dat dit woord - zoals veel woorden in het Sranan - teruggaat op het Engelse bottle, maar het is evengoed mogelijk dat het teruggaat op het Middelnederlandse bottelrie, dat weer is afgeleid van het Oudfranse bouteillerie (van bouteille, fles).